# Musée national d'histoire militaire (Sofia)
Pour les articles homonymes, voir Musée national d'histoire militaire (homonymie).
Le musée national d'histoire militaire (bulgare : национален военноисторически музей) est un musée situé dans le centre de Sofia, la capitale de la Bulgarie. Dépendant du ministère de la Défense, il est situé à côté de l'académie militaire Georgi Rakovski. Ses collections incluent armes, peintures, uniformes, décorations, emblèmes ainsi qu'un grand nombre d'engins motorisés : avions, hélicoptères, chars et autres véhicules terrestres.

## Histoire
Après la création du musée par décret du tsar Ferdinand Ier le 1er août 1914, l'acquisition des collections commence en 1916 et le musée ouvre ses portes le 12 mai 1937 dans des locaux situés à l'origine au numéro 15 de la rue Moskovska.

## Collections
Les collections sont réparties sur trois zones : une cour extérieure à l'avant du bâtiment, un bâtiment sur quatre niveaux et une cour intérieure. L'accès à la cour extérieure ne nécessite pas l'achat d'un billet d'entrée.
À l'intérieur du bâtiment, on trouve des expositions permanentes retraçant l'histoire militaire de la Bulgarie depuis l'antiquité jusqu'à l'ère moderne : lutte pour l'indépendance, création d'une armée après l'autonomie de 1878, insurrection d'Ilinden, guerres balkaniques de 1912-1913, premier et second conflits mondiaux, guerre froide.
À l'extérieur sont exposés plus de deux cents engins militaires provenant essentiellement du XXe siècle mais aussi de la guerre russo-turque de 1877-1878. On trouve par exemple des tanks LT vz. 35, Hotchkiss H39, T-34, T-55, T-55AM2 et T-72 ; des canons automoteurs SU-76, SU-100, 2S3 Akatsiya et 2S1 Gvozdika ; des véhicules de transport de troupes BTR-60PB et MT-LB ; des avions MiG-21BIS, MiG-21UM, MiG-23ML, Soukhoï Su-22M4, L-29 Delfin et Tornado ; ou encore des hélicoptères Mi-2, Mi-8 et Mi-24DB.

## Branches
En plus du site de Sofia, le musée national d'histoire militaire dispose de trois branches en province :
- le musée de la marine de Varna (bulgare : военноморски музей),
- le musée-parc Vladislav Varnentchik situé sur le site de la bataille de Varna et nommé en hommage au roi polonais Władysław III Warneńczyk (bulgare : парк-музей Владислав Варненчик),
- le musée de l'aviation de Kroumovo (bulgare : музей на авиацията).